# ديفيد غراهام (لاعب غولف)
ديفيد غراهام (بالإنجليزية: David Graham)‏ هو لاعب غولف أسترالي، ولد في 23 مايو 1946 في وندزر ‏ في أستراليا.

## وصلات خارجية
- دايفيد غراهام على موقع رابطة لاعبي الغولف المحترفين (الإنجليزية)
- دايفيد غراهام على موقع رابطة أوروبا للاعبي الغولف المحترفين (الإنجليزية)
- دايفيد غراهام على موقع رابطة اليابان للاعبي الغولف المحترفين (الإنجليزية)
- دايفيد غراهام على موقع التصنيف العالمي الرسمي للغولف (الإنجليزية)
- دايفيد غراهام على موقع قاعة أستراليا للمشاهير الرياضية (الإنجليزية)
- دايفيد غراهام على موقع إن إن دي بي (الإنجليزية)